# Харкер, Освальд
Освальд Аллен Харкер (англ. Oswald Allen Harker, 1886—1968), также известный как бригадир «Джаспер» Харкер — британский государственный деятель, исполнял обязанности генерального директора MI5 с 1940 по 1941 годы.
Родился в семье Джеймса Харкера, профессора Королевского сельскохозяйственного колледжа, и писательницы Лиззи Харкер. Младший брат Освальда, Артур, сделал военную карьеру, дойдя до чина бригадира.
Освальд Харкер с 1905 года служил в колониальной полиции Британской Индии, во время первой мировой войны занимал должность заместителя комиссара полиции в Бомбее. Получив инвалидность во время службы в Индии, вернулся в Великобританию, где с 1920 года работал в Службе безопасности (MI5). В Службе безопасности сделал карьеру, дойдя до должности заместителя генерального директора. После того как в мае 1940 года Черчилль отправил в отставку главу MI5 сэра Вернона Келла, в июне Освальд Харкер был назначен исполняющим обязанности генерального директора. Когда сэр Дэвид Петри был назначен новым директором Службы безопасности в апреле 1941 года, Харкер вновь занял должность заместителя генерального директора.